# Zischkaita
Zischkaita es un género de escarabajos de la familia Chrysomelidae. El género fue descrito científicamente primero por Bechyné en 1956. Esta es una lista de especies perteneciente a este género:
- Zischkaita boliviensis Bechyne, 1956
- Zischkaita caapura Moura, 2005
- Zischkaita jeronymia Bechyne, 1958
- Zischkaita pilifera (Weise, 1921)
- Zischkaita pubipennis Bechyne, 1958
- Zischkaita serrana Moura, 2003